# Piksel

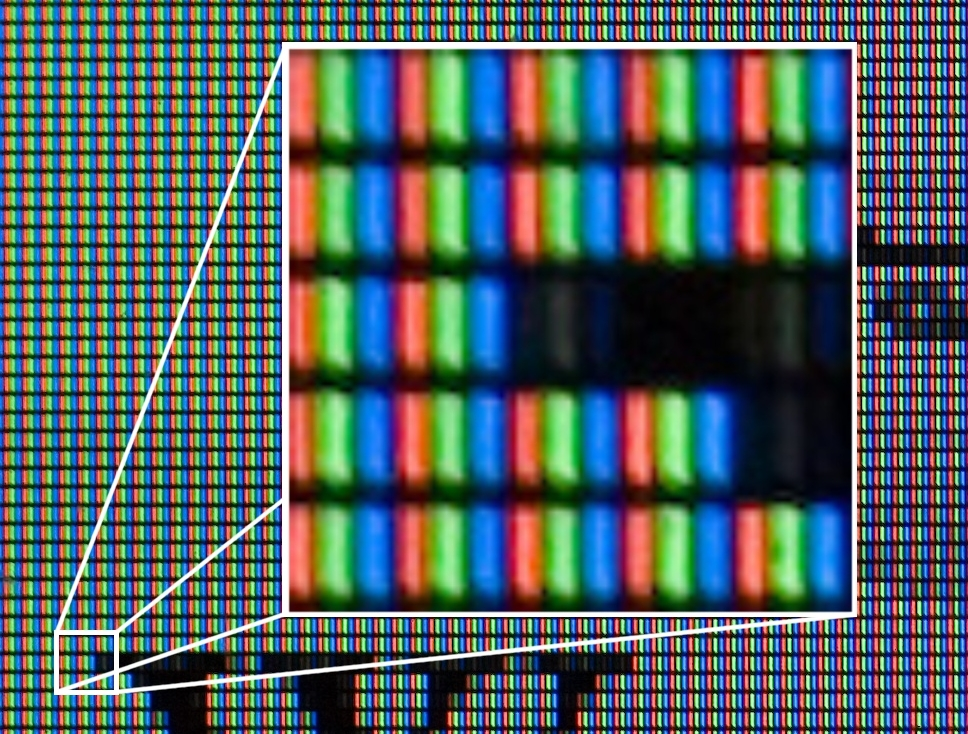
Wyświetlacz ciekłokrystaliczny z powiększonym fragmentem i widocznymi na nim pojedynczymi subpikselami

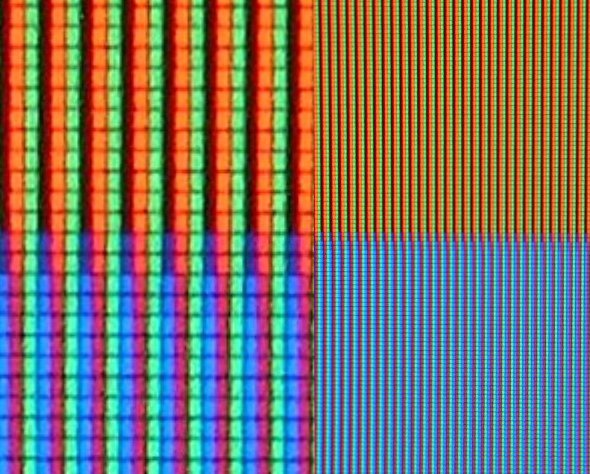
Piksele RGB na matrycy LCD wyświetlającej kolor pomarańczowy (u góry) i niebieski (na dole). Po prawej średnie zbliżenie, po lewej – duże zbliżenie pikseli tworzących te kolory.

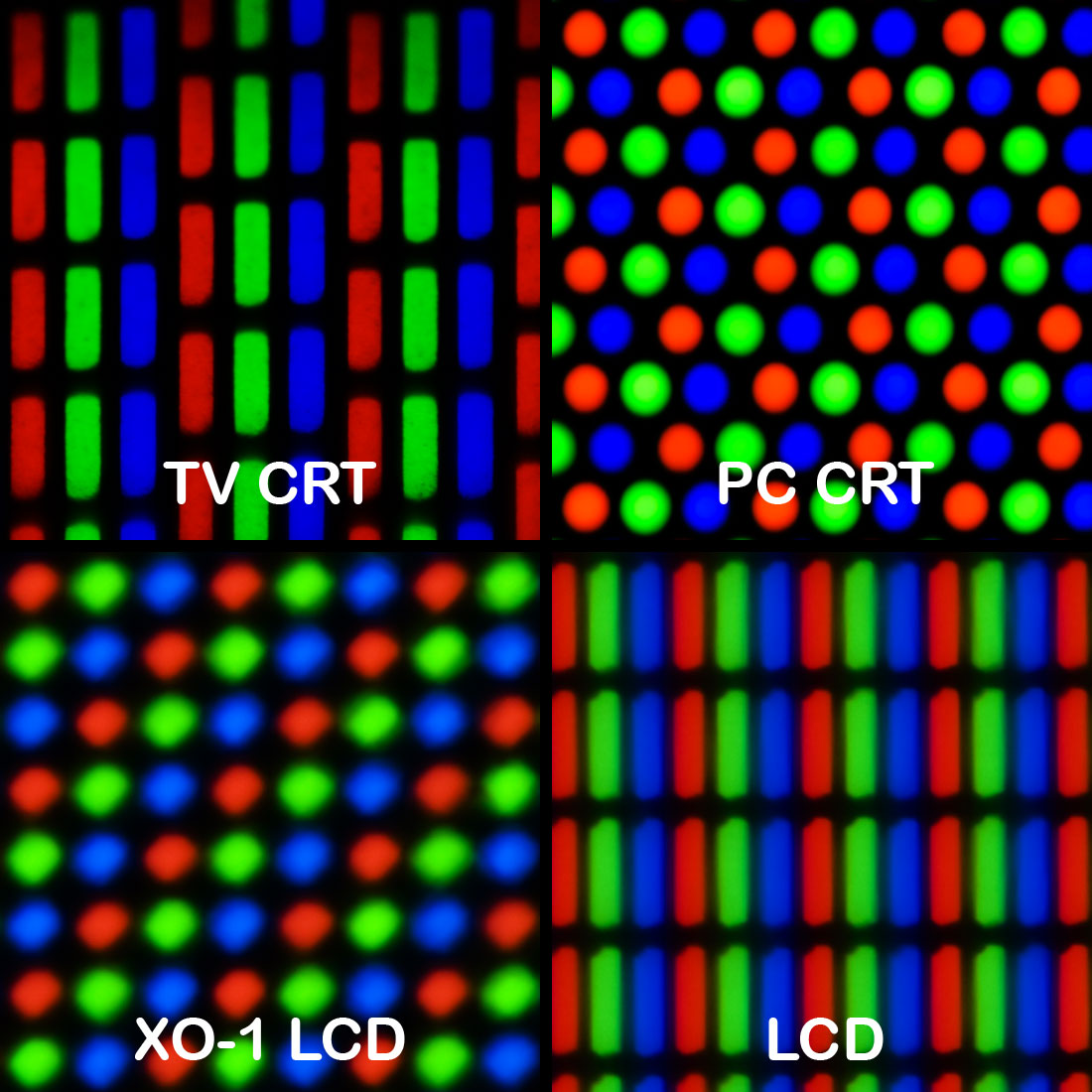
Piksele na różnych typach wyświetlaczy

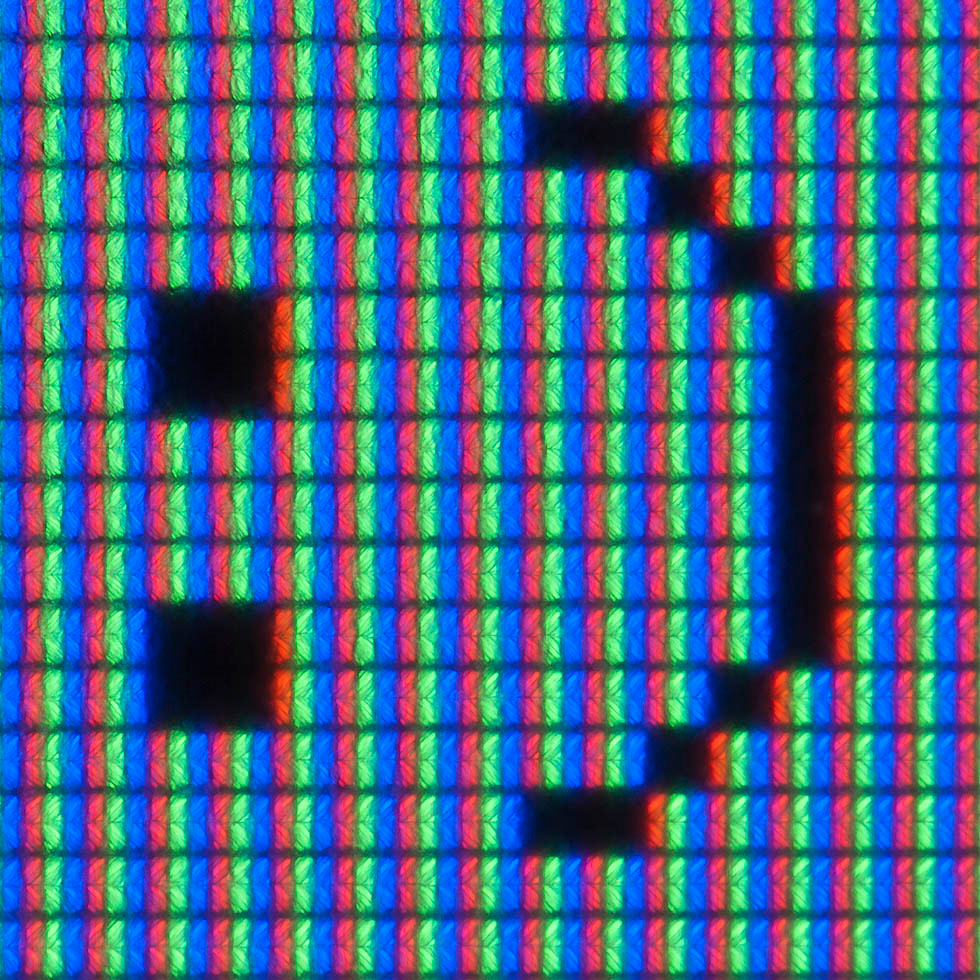
Piksele

Piksel (ang. pixel) – najmniejszy jednolity (przedstawiający konkretny kolor) element obrazu prezentowanego na urządzeniach cyfrowych lub w formie drukowanej cyfrowo. Nazwa piksel jest zbitką angielskich słów pictures oraz element.
Jeden piksel w odniesieniu do monitorów komputerowych to bardzo mały kwadrat (zwykle w granicach 0,28 mm, co daje 90 ppi), prostokąt lub ewentualnie trójkąt widzialny z odległości użytkowej jako wypełniony jednolitym kolorem. Tryb pracy monitora, a konkretnie jego rozdzielczość, to właśnie liczba pikseli, jakie matryca ma w pionie i poziomie. Przykładowo matryca Full HD, czyli o rozdzielczości 1920 × 1080, ma 1920 pikseli w każdej linii, a linii tych ma 1080. W przypadku wyświetlaczy w smartfonach lub tabletach rozmiar ich pikseli jest wielokrotnie mniejszy ze względu na znacznie mniejszą odległość, z jakiej użytkownicy z nich korzystają. Tutaj wyświetlacze nierzadko osiągają ponad 360 ppi, co jest prawie czterokrotnie większą niż na monitorach komputerowych.
Najczęściej stosowanym rozwiązaniem uzyskiwania kolorów na wyświetlaczu jest korzystanie z mieszania trzech barw podstawowych w systemie RGB, dające obraz kolorowy dzięki syntezie addytywnej. Obraz składa się z bardzo dużej liczby pikseli, których kolory mogą być niezależnie zmieniane. Każdy piksel składa się zwykle z trzech subpikseli, emitujących światło w kolorach czerwonym, zielonym i niebieskim (zdjęcie obok). Odpowiednie sterowanie natężeniem emisji przez składowe subpiksele powoduje powstanie wypadkowego koloru całego piksela. W rezultacie kolorowi białemu odpowiada maksymalna intensywność świecenia wszystkich trzech składowych, kolorowi czarnemu – wszystkie subpiksele wygaszone.
Z istnieniem struktury obrazu złożonej z pikseli wiąże się zjawisko pikselizacji – deformacji obrazu związanej z dyskretyzacją zarejestrowanych informacji, gdy obraz wygląda gładko w pomniejszeniu lub widziany z większej odległości, natomiast w powiększeniu są widoczne poszczególne wiązki pikseli.